# Cacoosing
Cacoosing est un secteur non constitué en municipalité situé dans le comté de Berks, dans le Commonwealth de Pennsylvanie, aux États-Unis.

## Histoire
Un bureau de poste du nom de Cacoosing a ouvert en 1878, il a fermé en 1902. La communauté a reçu le nom du Cacoosing Creek, un cours d’eau des environs.